# Incêndio de uísque em Dublin

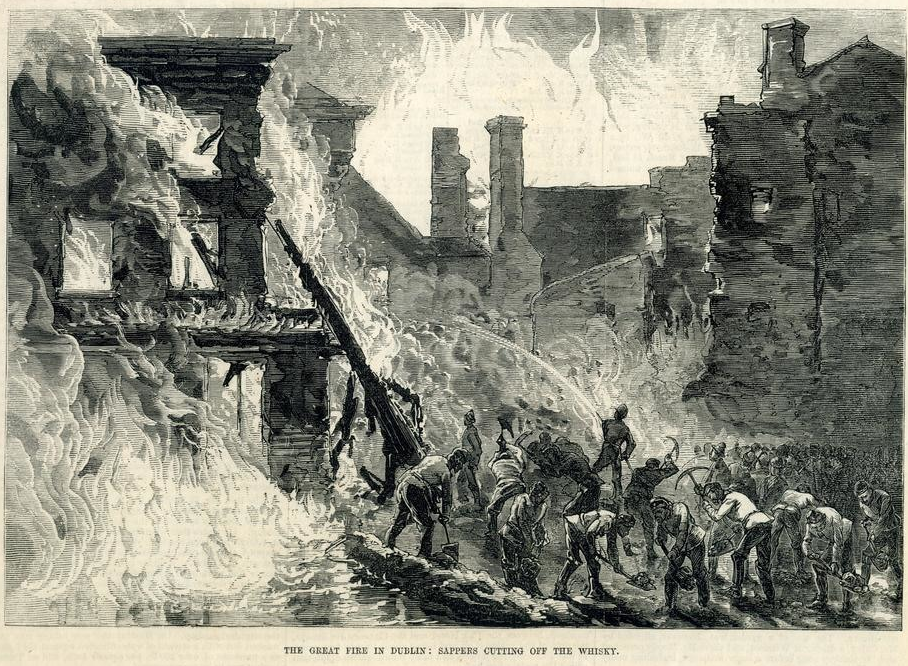
Uma ilustração do incêndio de uísque em Dublin no The Illustrated London News, 1875

O incêndio de uísque em Dublin teve lugar a 18 de junho de 1875 na área Liberties em Dublin. Durou uma noite mas matou 13 pessoas (de intoxicação de álcool), e resultou em €6 milhões de danos em uísque (ajustamento de inflação). As pessoas beberam de um rio de 15cm de profundidade de uísque que se diz ter corrido até Coombe. Nenhuma das fatalidades sofridas durante o incêndio foram devido a inalação de fumo, queimaduras, ou qualquer outra forma de contacto direto com o fogo; todas foram atribuídas a intoxicação alcoólica por beberem o uísque não diluído que corria nas ruas e que estava armazenado em barris que explodiram; este álcool era muito mais potente que o uísque de garrafas.

## Origem
Acredita-se que o fogo começou no entreposto aduaneiro de Laurence Malone na esquina da Ardee Street, onde 5,000 hogsheads (1,193,000 litros) de uísque estavam a ser armazenados para um valor de £54,000 (equivalente a €6.2 milhões em 2019). A causa exata do fogo é desconhecida, mas é sabido que começou entre as 16:25h, quando o armazém foi verificado, e as 20:30, quando o alarme foi levantado. Ás 21:30h, os barris dentro do armazém começou a explodir com calor, mandando um fluxo de uísque pelas portas e janelas do edifício.

## Propagação
O fluxo de uísque estendeu-se pela Cork Street, virando para a Ardee Street e apanhando uma casa na Chamber Streer, continuando para a Mill Street onde rapidamente demoliu uma fila de casas pequenas.

## Reação humana
As pessoas que vivam perto foram alertadas inicialmente pelos sons de porcos a guinchar de um cercado que tinha apanhado fogo, e diz-se que isto contribuiu para uma evacuação surpreendentemente rápida que foi mais tarde elogiada pelos membros dos serviços de emergência como também pelo Lorde Prefeito de Dublin, Peter Paul McSwiney. Ele é citado dizendo:
O tempo dado para escapar em alguns locais durante o progresso do fogo foi tão curto, eu estava apreensivo que algumas pessoas pudessem ficar em perigo nas águas-furtadas e adegas do distrito. Mas no inquérito eu fique feliz em saber que nenhuma bebida for perdida durante a grande conflagração. 
Durante a evacuação muitas pessoas se juntaram nos riachos de uísque, enchendo qualquer recipiente à mão com a substância. "Bonés, porringers e outros recipientes" foram todos juntos para recolher o líquido em chamas, resultando em 24 hospitalizações devido a intoxicação de álcool e 13 fatalidades subsequentes.